# Eagle Butte (krater)
Eagle Butte – krater uderzeniowy w prowincji Alberta, w Kanadzie. Krater ma średnicę 10 km, powstał w skałach osadowych. Znajduje się w rolniczym regionie Eagle Butte, położonym na południe od miasta Medicine Hat; nie jest widoczny na powierzchni ziemi.
Krater powstał w wyniku uderzenia meteorytu nie dawniej niż 65 milionów lat temu, zapewne już w paleogenie, ale być może jeszcze na przełomie mezozoiku i kenozoiku. Może być pozostałością uderzenia w Ziemię jednego z mniejszych fragmentów planetoidy, która utworzyła krater Chicxulub i była jedną z głównych przyczyn wymierania kredowego.